# Cabirops lernaeodiscoides
Cabirops lernaeodiscoides är en kräftdjursart som först beskrevs av Robby August Kossmann 1872.  Cabirops lernaeodiscoides ingår i släktet Cabirops och familjen Cabiropidae.
Artens utbredningsområde är havet kring Filippinerna. Inga underarter finns listade i Catalogue of Life.